# Schistura aurantiaca
Schistura aurantiaca és una espècie de peix de la família dels balitòrids i de l'ordre dels cipriniformes.

## Etimologia
El seu nom específic en llatí (aurantiaca, de color taronja) fa referència a les seues franges d'aquest color.

## Morfologia
- Cos prim, recobert completament d'escates (llevat del pit) i de 4,1 cm de llargària maxima.
- Cap marró. Musell, llavi superior i la part anterior del llavi inferior de color negre fosc.
- Perfil del musell i del cap lleugerament punxegut.
- Llavis moderadament gruixuts.
- Té entre 3 i 9 franges de color taronja als flancs (la primera es troba immediatament darrere del cap, mentre que la segona és a prop de l'origen de l'aleta dorsal).
- La major part del clatell i el costat anterior del cos són uniformement de color marró.
- L'aleta anal no arriba a l'aleta caudal. La vora de les aletes dorsal i anal és convexa.
- Aleta caudal de color taronja amb 9 radis ramificats a la meitat superior i 8 a la meitat inferior i, de vegades, amb 1-2 franges negres fosques.
- Les aletes pectorals, pèlviques i anal són de color groc-taronja.
- Línia lateral incompleta i amb 86-104 escates.
- Intestí amb un pronunciat revolt just per darrere de l'estómac.
- No presenta dimorfisme sexual.[4][2]

## Hàbitat i distribució geogràfica
És un peix d'aigua dolça, demersal i de clima tropical (de 20 a 26 °C; 15°N-14°N, 98°E-99°E), el qual viu en petits rierols de fons de grava i amb un pH d'entre 6,5 i 7,9 a la conca del riu Mae Khlong a la província de Kanchanaburi (l'oest de Tailàndia). Comparteix el seu hàbitat amb Brachydanio albolineatus, Danio, Devario regina, Garra, Mystacoleucus marginatus, Neolissochilus stracheyi, Puntius stoliczkanus, Puntius orphoides, Osteochilus vittatus, Rasbora paviana, Lepidocephalichthys berdmorei, Acanthocobitis zonalternans, Acanthocobitis botia, Nemacheilus pallidus, Schistura desmotes, Schistura mahnerti, Homaloptera smithi, Homaloptera sexmaculata, Batasio tigrinus, Pseudomystus siamensis, Pterocryptis buccata, Amblyceps variegatum, Xenentodon cancila, Badis khwae, Mastacembelus armatus, Channa gachua i gòbids.

## Observacions
És inofensiu per als humans.